# Senecio megaglossus
Senecio megaglossus là một loài thực vật có hoa trong họ Cúc. Loài này được F.Muell. miêu tả khoa học đầu tiên.